# Czajcze (Poméranie-Occidentale)
Pour les articles homonymes, voir Czajcze.
Czajcze est une localité polonaise de la gmina rurale de Mielno, située dans le powiat de Koszalin en voïvodie de Poméranie-Occidentale. Elle se situe au nord-ouest de la ville de Koszalin et au nord-est de la capitale régionale Szczecin.
Après 1945 un terrain d'entraînement militaire est créé dans le village de Czajcze qui disparaît du « paysage culturel ».

## Géographie

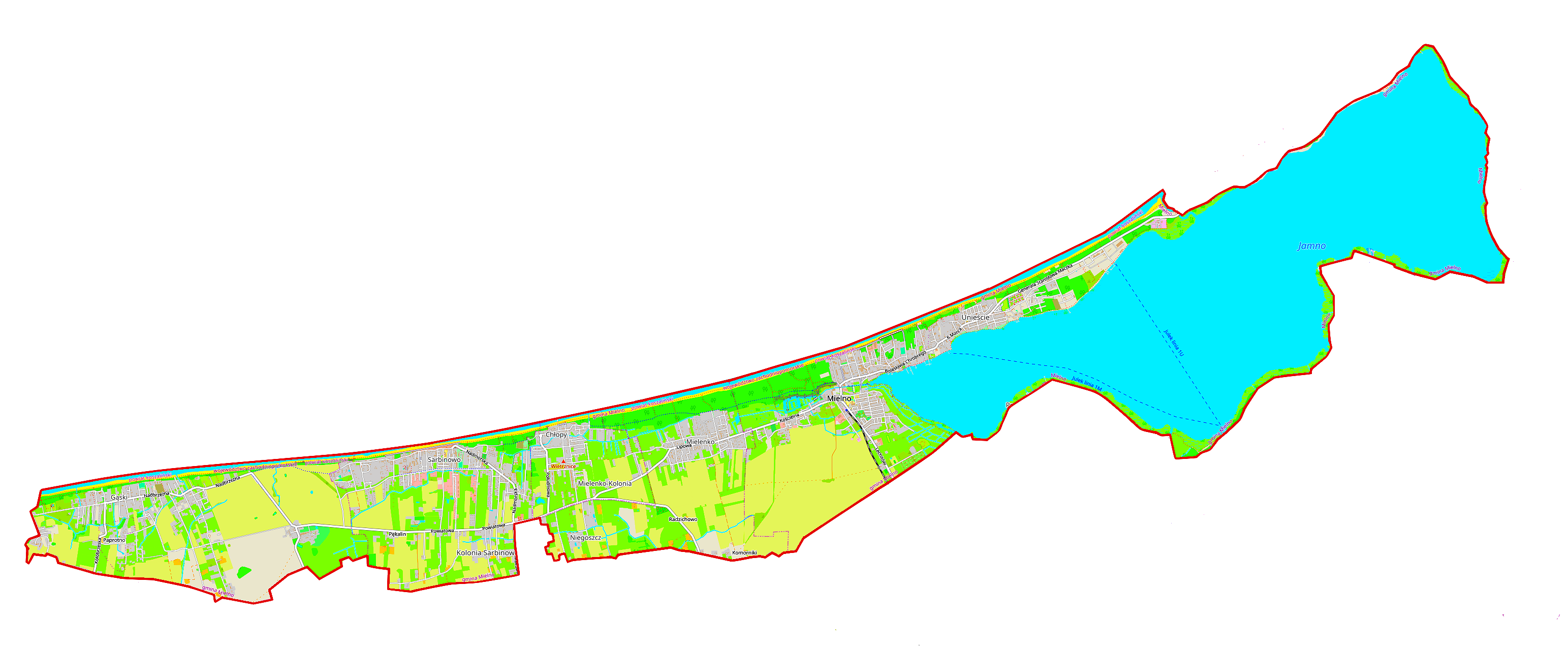
Carte de la gmina de Mielno.